# Muracypraea
Muracypraea és un gènere de gasteròpodes marins de la família Cypraeidae, els cauris.

## Taxonomia
Les espècies classificades dins el gènere Muracypraea són:
- Muracypraea donmoorei (Petuch, 1979)
- Muracypraea mus (Linnaeus, 1758)